# Alexander Rias
Alexander Rias (13. června 1938 Veľký Krtíš – 29. listopadu 2004 tamtéž) byl slovenský fotbalista, který hrál na pozici obránce a záložníka.

## Fotbalová kariéra
V československé lize hrál za ČH Bratislava a Tatran Prešov. Ve středu 4. května 1966 odehrál první zápas finále Československého poháru proti Dukle Praha (prohra 1:2, hráno v Prešově). Nastoupil ve 144 ligových utkáních a dal 5 gólů. V PMEZ nastoupil ve 3 utkáních.

## Ligová bilance
| Ročník                                   | Zápasy | Góly | Minuty | Klub          |
| ---------------------------------------- | ------ | ---- | ------ | ------------- |
| 1. československá fotbalová liga 1959/60 | 13     | 0    | 1 069  | ČH Bratislava |
| 1. československá fotbalová liga 1960/61 | 19     | 0    | 1 710  | Tatran Prešov |
| 1. československá fotbalová liga 1961/62 | 26     | 1    | 2 340  | Tatran Prešov |
| 1. československá fotbalová liga 1962/63 | 25     | 2    | 2 250  | Tatran Prešov |
| 1. československá fotbalová liga 1963/64 | 21     | 2    | 1 755  | Tatran Prešov |
| 1. československá fotbalová liga 1964/65 | 16     | 0    | 1 326  | Tatran Prešov |
| 1. československá fotbalová liga 1965/66 | 24     | 0    | 2 160  | Tatran Prešov |
| CELKEM                                   | 144    | 5    | 12 610 |               |